# Plan de Canjuers
 (avril 2011).
Si vous disposez d'ouvrages ou d'articles de référence ou si vous connaissez des sites web de qualité traitant du thème abordé ici, merci de compléter l'article en donnant les références utiles à sa vérifiabilité et en les liant à la section « Notes et références ».
Le plan de Canjuers est un plateau calcaire aride de Provence, situé dans le département du Var dans les Préalpes de Castellane, au sud des gorges du Verdon et à une vingtaine de kilomètres au nord-ouest de la ville de Draguignan. Son nom en provençal est lou plan de Canjuès.
Le plateau est en intégralité inclus dans le camp de Canjuers, une base militaire et plus vaste champ de manœuvres d'artillerie d'Europe qui s'étend bien au-delà du plateau en direction de l'est. Le plan fait également partie du parc naturel régional du Verdon et il constitue une ZNIEFF de type I elle-même incluse dans une autre ZNIEFF de type II.

## Toponymie
Canjuers : Campus Julii, le champ de Jules.
Broves : exemple de noms d'origine celtique. Brovès, limite de champ.

## Géographie
D'une altitude moyenne de 900 mètres, le plan de Canjuers est divisé en deux grandes parties : à l'ouest le Grand Plan de Canjuers, long de neuf kilomètres et large de trois kilomètres et à l'est le Petit Plan de Canjuers, long de cinq kilomètres et large de deux kilomètres. Ces deux reliefs sont séparés par la crête méridionale du Grand Margès qui domine la rive gauche des gorges du Verdon et sont encadrés par différents reliefs : d'une part les gorges du Verdon au nord, le canyon de l'Artuby à l'est et la Serrière de Lagne au sud pour le Petit Plan de Canjuers et d'autre part pour le Grand Plan de Canjuers un alignement de collines (les Mouches, les Mesclières, la Buissière, le collet de l'Aigle, la Citerne, Correiasse, le collet Coucou) formant un vaste amphithéâtre naturel au sud et à l'ouest ouvert sur le lac de Sainte-Croix au nord-ouest, sous le sommet du Grand Margès situé au nord du Grand Plan. Au-delà de ces reliefs se trouvent d'autres vallées ou poljé comme le plan du Château de Lagne, le plan de Cluaye et la plaine de la Rimade au sud.
Sa roche calcaire et karstique a créé un terrain accidenté, composé de nombreux avens comme le Grand Aven de Canjuers, l'Aven de la Nouguière ou le Clos deï Faioun. Sur le plateau, la végétation est rare car son sol est très aride, elle est surtout composée de garrigue (petits buissons, herbes et plantes aromatiques). Les forêts sont présentes sur les montagnes alentour. Les arbres sont majoritairement des chênes pubescents (33 % de la végétation), des pins sylvestres (25 %) et des pins d'Alep (20 %).
C'est aussi un lieu de spéléologie : c'est l'un des plus grands bassins d'eau souterraine d'Europe, grâce aux nombreux avens.
Avant la prise du territoire par l'Armée de terre, la région avait une très faible densité de population, mais il y avait plusieurs propriétés, fermes et hameaux qui sont maintenant en ruine, détruits ou habités par les membres du camp. Certains ont longtemps servi pour les instructions et autres stages de combat en zone urbaine. On peut citer les hameaux de Saint-Bayon, Chardan, la Barre ou les fermes de la Grande Nouguière, Cluaye, la Médecine où a habité la dernière sorcière de Provence avant la Première Guerre mondiale, le château de Lagne, le Cabaret Neuf et autres. Aujourd'hui Cabaret Neuf a été réhabilité et est utilisé par les troupes en manœuvres ainsi que par les régiments présents sur site. Il sert aussi une fois par an pour organiser une journée réservée aux familles de militaires.

## Histoire
Appelé « Campus Julii » lors du passage de Jules César pour la conquête de la Gaule, le plan conserve notamment plusieurs bornes milliaires romaines.
Le plan est aussi un important lieu de fouilles archéologiques. Il conserve de nombreux fossiles datant du Jurassique et du Crétacé.
Durant le printemps et l'été 1944, le plateau de Canjuers a servi de base au maquis Vallier, le maquis Armée secrète du Var. Un maquis FTP, le « Camp Robert » était basé à Aups, tout près de là.
Le rallye des 1000 Pistes s'y déroulait.

## Le camp militaire

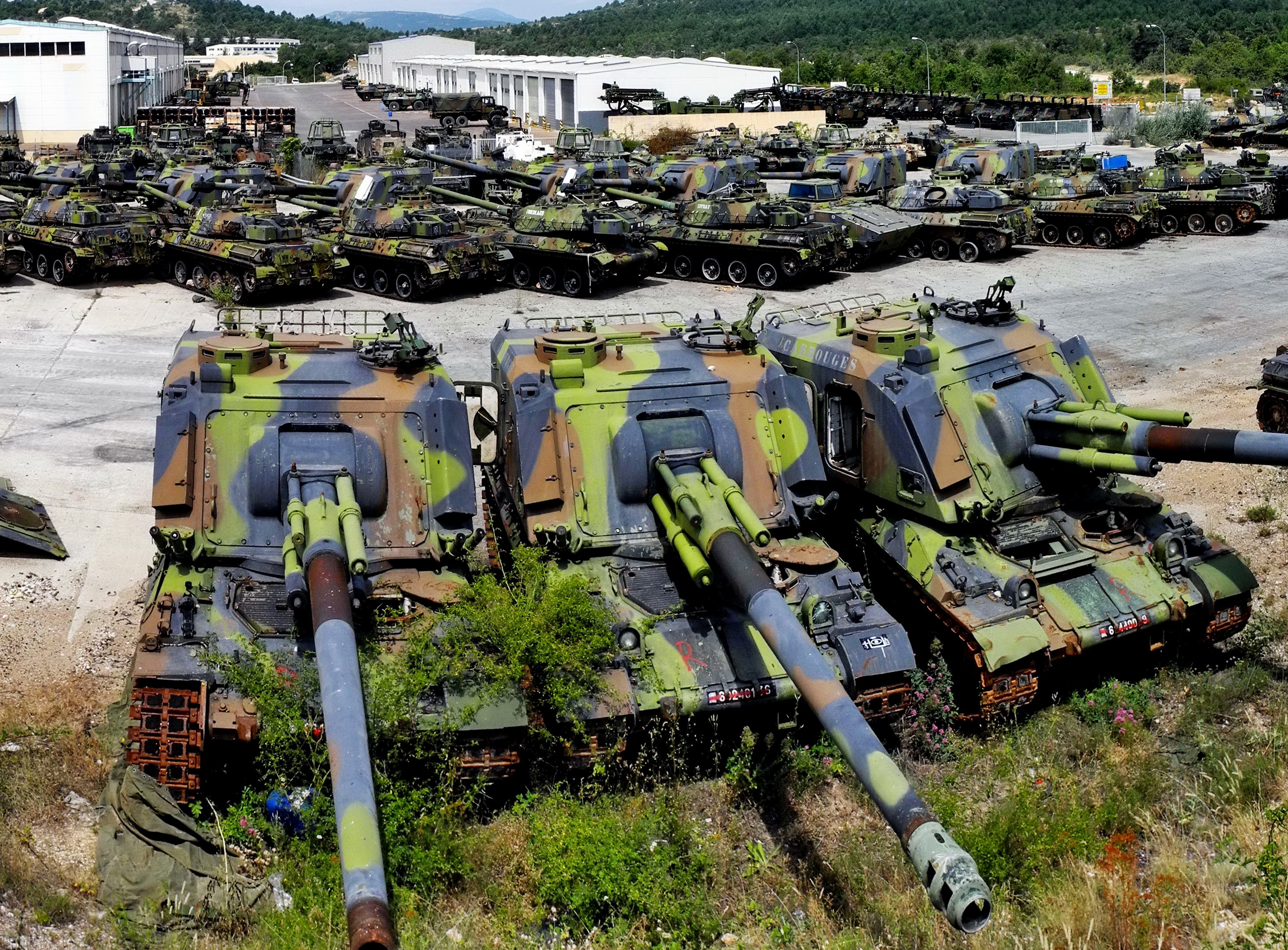
Matériels déclassé sur le camp de Canjuers, AMX AuF1 au premier plan et AMX-30 au second.

Ce plateau abrite depuis 1971 le camp de Canjuers géré par l'Armée de Terre. C'est le plus grand camp d'Europe continentale (dimensions : 35 km sur 10 km). Il dispose de plusieurs champs de tir (Champ de tir de Lagne pour les tirs mobiles, champ de tir des Amandiers pour les tirs fixes, champs de Tir de Coreillas et de La Bussière pour les missiles longues portées), de réceptacles pour les tirs d'artillerie et permet l'organisation de manœuvres interarmes. Il dispose, en outre, de la rare possibilité d'autoriser des tirs d'exercice de lance-roquettes multiples (LRM).
Ce lieu tant aimé de Jean Giono est alors devenu interdit au public.
Au départ, dans de camp, il y avait la 40e CC (compagnie de Camp) ainsi que le 61e bataillon mixte du génie légion chargé des travaux d'aménagement et de la 301e compagnie de pompiers de campagne du 7e Génie chargée des travaux de coupe-feu et de permanence de lutte anti-feu . Le village de Brovès a notamment été évacué et laissé à l'abandon. Les habitants ont alors été relogés dans un hameau appelé Brovès-en-Seillans, plus en vallée, non loin de Seillans.
On note la présence d'une meute de loups dans le camp militaire depuis peu de temps. Le camp reste un site important de pâture pour les moutons, de chasse et d'exploitation forestière.
Aujourd'hui le 1er Régiment de Chasseurs d'Afrique (1er RCA), le 3e régiment d'artillerie de marine (3e RAMa), l'antenne du GSBDD de Draguignan, ainsi que divers autres détachements, dont le Centre d'instruction des missiles (CIM) occupent le site. La gestion du camp a été confiée au 1er RCA à la suite de la dissolution du 21e Régiment d'infanterie/groupement de camp en 2010.
De nombreux régiments de France et d'Europe viennent en manœuvre au camp, et logent notamment sur des aires de bivouac.
Depuis les années 1970, des villas ont été construites, appelées "mas de Mathurines", afin de loger des familles de militaires. Elles sont gérées par une société privée et dépendent de la commune de Montferrat. Le site est d'ailleurs agrandi depuis 2010.
L'Office National des Forêts entretient le camp de Canjuers. La société de chasse de Canjuers organise des battues selon un calendrier strict, principalement pour la chasse au sanglier. Afin d'éviter la propagation des feux de forêt et les accidents, de nombreux pare-feux ont été créés.
Le Camp Bâti de Canjuers emploie aujourd'hui de nombreuses sociétés privées permettant l'entretien des locaux.
Tous les régiments d'artillerie de France avaient l'habitude de venir en manœuvre à Canjuers qui offre plus de possibilités, d'espace et de diversité que des camps comme Sissonne ou Suippes. Il est aussi utilisé pour les exercices de tir de l'armée de l'air.
Lors des manœuvres et des exercices de tir, il n'était pas rare d'avoir des départs de feux, voire des dégâts dans la faune sauvage (sangliers pris pour cible par certains observateurs quand ils étaient à proximité des cibles désignées). Les obus d'exercices ne sont pas destructeurs comme les obus de guerre mais restent très dangereux. Des histoires circulaient dans les années 90 mentionnant des erreurs dans la chaîne de transmissions qui ont conduit à des incidents : arrivée d'obus d'exercice sur des positions d'observateurs ou même sortie du camp, confusion entre le rouge et le noir, la hausse et l'azimut, transmission accidentelle d'un point à des fins d'exercice (désignation, calcul, transmission) à la place de la cible désignée, confusion dans les gargousses etc.

## Radioactivité et armes contenant du thorium
Une radioactivité supérieure au rayonnement naturel a été détectée à Canjuers, à trois endroits différents,, avec à chaque fois des valeurs d'environ trois fois la radioactivité naturelle (entre 0,31 et 0,36 microSieverts par heure, dans une zone où la radioactivité naturelle est de 0,10 microSieverts par heure). L'armée, interrogée par l'Autorité de sûreté nucléaire, a reconnu utiliser des armes contenant du thorium. L'association contre les armes à uranium Pyrophor affirme aussi qu'un ancien pompier militaire du camp lui a indiqué que de "nombreux obus-flèche à uranium" ont été tirés sur le camp. Elle dénonce "un nombre important de cancers tels que leucémies et lymphomes" autour du camp.